# Эпоха пяти династий и десяти царств

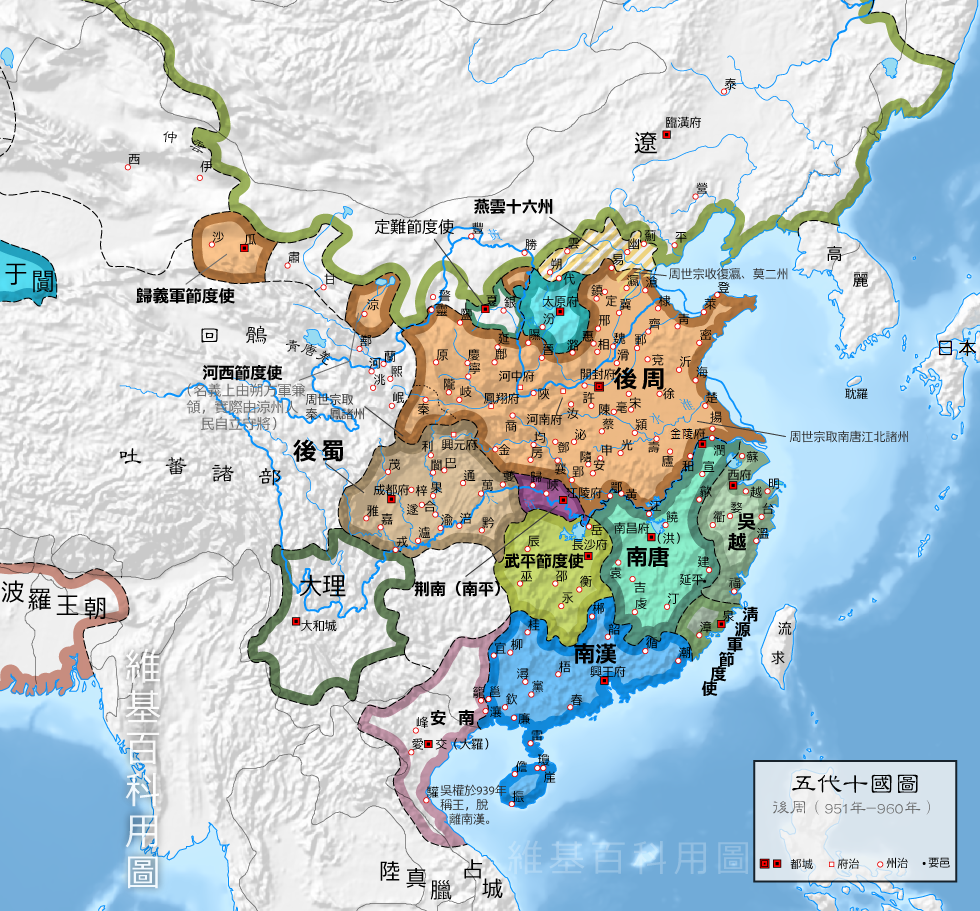
Последняя из пяти династий
Поздняя Чжоу (後周)
и существовавшие в это время (951—960) царства:
Северная Хань (北漢)
Поздняя Шу (後蜀)
Цзиннань (荆南)
Южная Хань (南漢)
Южная Тан (南唐)
У Юэ (吳越; Ngô Việt, Нго Вьет)
и другие режимы:
Упинское наместничество (武平節度使)
Цинъюань цзедуши (清源軍節度使)

Пять династий и десять царств (кит. 五代十國, пиньинь Wǔdài Shíguó) — эпоха с 907 по 960 годы, начавшаяся со свержения династии Тан и закончившаяся установлением династии Сун. За это время на севере страны быстро сменились пять династий, и было основано более 12 независимых царств, преимущественно на юге. Однако традиция называет только десять государственных образований, отсюда и название периода «Десяти царств». Некоторые историки, например Бо Ян, насчитывают 11 царств, включая Янь и Ци, но исключая Северную Хань, которую они считают просто продолжением Поздней Хань.
Пять династий:
- Поздняя Лян (5 июня 907—923)
- Поздняя Тан (923—936)
- Поздняя Цзинь (936—947)
- Поздняя Хань (947—950 или 979, в зависимости от того, считать ли Северную Хань частью династии)
- Поздняя Чжоу (951—960)

Десять царств:
- У
- У Юэ
- Минь
- Чу
- Южная Хань
- Ранняя Шу
- Поздняя Шу
- Цзиннань
- Южная Тан
- Северная Хань

Другие режимы:
- Янь
- Ци
- Чэньдэ (также известно как Чжао)
- Иу
- Диннань
- Упинское наместничество
- Цинъюань цзедуши
- Инь
- Ганьчжоу
- Шачжоу
- Лянчжоу

## Предыстория
В конце царствования династии Тан имперское правительство предоставило широкие полномочия цзедуши — региональным военным губернаторам. Восстание Хуан Чао подорвало власть центрального правительства, и к началу X века цзедуши стали фактически независимыми от центра. Результатом этой политики и стал период Пяти династий и десяти царств.
Список наиболее значительных цзедуши:
Северный Китай
- Чжу Вэнь в Бяньчжоу (ныне Кайфын, провинция Хэнань), предтеча династии Поздняя Лян
- Ли Кэюн и Ли Цуньсюй в Тайюане (провинция Шаньси), предтечи династии Поздняя Тан
- Лю Жэньгун и Лю Шоугуан в Ючжоу (ныне Пекин), предтечи царства Янь
- Ли Маочжэнь в Фэнсяне (провинция Шэньси), предтеча царства Ци
- Ло Шаовэй в Вэйбо (ныне Дамин, провинция Хэбэй)
- Ван Жун в Чжэньчжоу (ныне Чжэндин, провинция Хэбэй)
- Ван Чучжи в Динчжоу (ныне Дин, провинция Хэбэй)

Южный Китай
- Ян Синми в Янчжоу (провинция Цзянсу), предтеча царства У
- Цянь Лю в Ханчжоу (провинция Чжэцзян), предтеча царства У Юэ
- Ма Инь в Таньчжоу (ныне Чанша, провинция Хунань), предтеча царства Чу
- Ван Шэньчжи в Фучжоу (провинция Фуцзянь), предтеча царства Минь
- Лю Инь в Гуанчжоу (провинция Гуандун), предтеча царства Южная Хань
- Ван Цзянь в Чэнду (провинция Сычуань), предтеча царства Ранняя Шу

## Северный Китай

### Поздняя Лян
В последние годы правления династии Тан, Чжу Вэнь был фактическим военным диктатором в Северном Китае. Начав свою карьеру участием в повстанческой армии Хуан Чао, он в дальнейшем перешел на сторону империи и сыграл ключевую роль в подавлении восстания. За эти заслуги Чжу Вэнь получил титул цзедуши Сюаньу. В течение нескольких лет он сосредоточил в своих руках большую власть, уничтожив соседних военных правителей и инициировав перенос столицы в Лоян (в нынешней провинции Хэнань), находившийся в зоне его контроля. В 904 г. Чжу Вэнь казнил императора Чжао-цзуна и возвел на трон его 13-летнего сына, который стал марионеткой в его руках. Три года спустя Чжу Вэнь принудил юного императора к отречению в свою пользу и вскоре приказал его убить, провозгласив себя императором Поздней Лян.
В 913 году Чжу Вэнь был убит собственным сыном Чжу Югуем, которого, в свою очередь, год спустя низложил другой его сын, Чжу Чжэнь (или Ючжэнь). Царствование Чжу Чжэня прошло в борьбе с тюрками-шато под предводительством Ли Цуньсюя. В 923 году Ли Цуньсюй провозгласил основание династии Поздняя Тан и в том же году разбил Позднюю Лян и занял её столицу Кайфын. Чжу Чжэнь покончил с собой.

### Поздняя Тан
В годы правления династии Лян соперничавшие между собой полководцы стали фактически независимыми правителями своих провинций, мало считаясь с властью императора. На севере Китая за власть боролись Ли Цуньсюй и Лю Шоугуан; успех сопутствовал Ли Цуньсюю. В 915 году ему удалось победить Лю Шоугуана (который с 911 году был императором самопровозглашенной империи Янь), а в 923 году Ли Цуньсюй, в свою очередь, провозгласил себя императором и в течение последующих месяцев уничтожил империю Поздняя Лян. Так было положено начало династии Поздняя Тан, первой из трех династий, основанной тюрками-шато. Объединив под своей властью бо́льшую часть Северного Китая, Ли Цуньсюй в 925 году завоевал также Раннюю Шу — царство, занимавшее территорию провинции Сычуань.

### Поздняя Цзинь
Династия Поздняя Тан пережила несколько относительно спокойных лет, но вскоре снова начались мятежи. В 934 году Сычуань вернула себе независимость (царство Поздняя Шу). В 936 году ещё один тюрок-шато, Ши Цзинтан, цзедуши Тайюаня, при поддержке киданьской империи Ляо поднял восстание против Поздней Тан. В качестве компенсации за поддержку, Ши Цзинтан пообещал киданям ежегодную дань и 16 округов в районе Ююнь (север нынешней провинции Хэбэй и Пекин). Восстание было успешным; Ши Цзинтан стал императором Поздней Цзинь в том же году.
Вскоре после основания династии кидани попытались при посредстве императора завладеть территорией внутреннего Китая. В 943 году они объявили войну Поздней Цзинь и через три года овладели её столицей Кайфыном, что и привело к падению династии. Но, захватив обширные области Китая, кидани не смогли или не захотели присоединить их к своей империи, и ушли оттуда в следующем году.

### Поздняя Хань
Воспользовавшись моментом безвластия, цзедуши Лю Чжиюань вступил в покинутую столицу в 947 году и провозгласил основание династии Поздняя Хань, которая стала третьей в ряду последовательных династий тюрок-шато. Эта династия оказалась самой недолговечной; после переворота военачальника Го Вэя в 951 году власть вернулась к этническим китайцам, в лице династии Поздняя Чжоу. Однако Лю Чун, представитель императорского дома Поздней Хань, основал в Тайюане царство Северная Хань и призвал киданей на помощь в борьбе с Поздней Чжоу.

### Поздняя Чжоу
После смерти Го Вэя в 951 году его приемный сын Чай Жун унаследовал трон и начал политику расширения и объединения страны. В 954 году его войска разгромили соединенные силы киданей и Северной Хань, отразив их попытки уничтожить Позднюю Чжоу. В период 956—958 годах армия Поздней Чжоу захватила значительную часть территории Южной Тан, самого значительного царства Южного Китая, которая после поражения была вынуждена уступить все владения к северу от Янцзы. В 959 году Чай Жун напал на Киданьскую империю, пытаясь вернуть территории, уступленные при Поздней Цзинь. Он одержал ряд побед, но умер от болезни.
В 960 году военачальник Чжао Куанъинь осуществил государственный переворот и сам занял трон, основав династию Сун. На этом официально закончился период Пяти династий и десяти царств. В течение двух последующих десятилетий Чжао Куанъинь и его преемник Чжао Куанъи победили остававшиеся на территории Китая независимые государства, завоевав Северную Хань в 979 году и завершив объединение Китая к 982 году.

### Северная Хань
Северная Хань, официально включаемая в число Десяти царств, занимала территорию Шаньси — традиционного оплота тюрок-шато. Она была основана после ликвидации китайской династией Поздняя Чжоу последней из трех династий тюрок-шато — Поздней Хань. Под защитой могущественной киданьской династии Ляо Северная Хань сохраняла номинальную независимость от Сун до 979 года.

## Южный Китай: Десять царств
В отличие от династий Северного Китая, быстро сменявших друг друга на одной и той же территории, государства Южного Китая, как правило, существовали одновременно, каждое контролировало определённый географический регион. Они известны под общим названием «Десять царств».

### У
Царство У (902—937) располагалось на территории нынешних провинций Цзянсу, Аньхой и Цзянси. Его основателем стал Ян Синми, бывший военным губернатором при династии Тан с 892 года. Столицей У первоначально был город Гуанлин (ныне Янчжоу), а впоследствии Цзиньлин (нынешний Нанкин). Царство пало в 937 году в результате военного переворота, организованного основателем царства Южная Тан.

### У Юэ

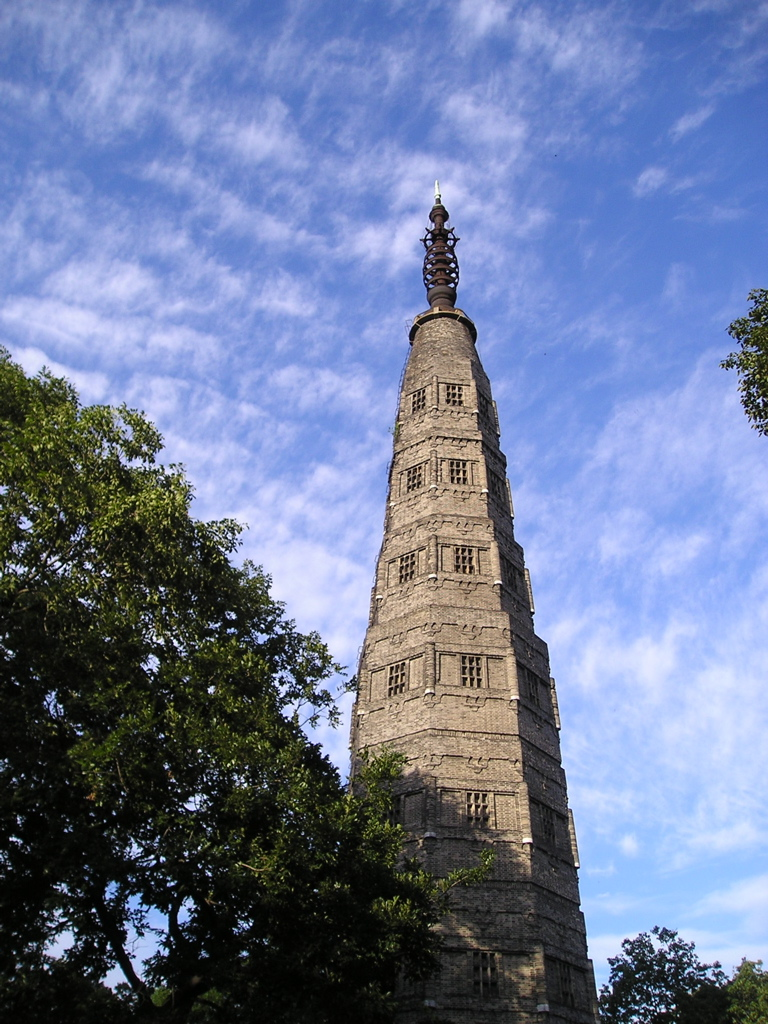
Пагода Баочу в столице государства У Юэ (963).

Царство У Юэ — одно из самых долговечных (907—978 годах) и могущественных царств этого периода в Южном Китае. У Юэ отличалось высоким уровнем образования и культуры. Его основал Цянь Лю, который сделал своей столицей город Сифу (ныне Ханчжоу). Оно занимало в основном территорию современной провинции Чжэцзян, а также южные районы Цзянсу. Цянь Лю получил титул Юэ-вана от императора династии Тан в 902 году; титул У-вана был пожалован ему в 904 году. После падения династии Тан он провозгласил себя независимым царем У Юэ. Царство У Юэ сохраняло независимость до восемнадцатого года династии Сун, когда Цянь Шу добровольно подчинился расширявшейся империи.

### Минь
Царство Минь (909—945) было основано Ваном Шэньчжи, который провозгласил себя Минь-ваном в 909 г. вскоре после падения династии Тан. Только в 933 году его сын формально провозгласил себя императором Минь и посмертно присвоил своему отцу титул императора-основателя. Царство Минь находилось в провинции Фуцзянь со столицей в Чанлэ (ныне Фучжоу). Один из сыновей Вана Шэньчжи в 943 году провозгласил независимое государство Инь на северо-западе территории Минь. Когда миньский двор обратился за помощью к Южной Тан, могущественный сосед воспользовался случаем, чтобы присоединить Инь к себе. Несмотря на признание царством Минь вассальной зависимости от У Юэ, Южная Тан захватила всю его территорию в том же 945 году.

### Южная Хань
Царство Южная Хань (917—971) было основано в Гуанчжоу (Кантоне) Лю Янем. Его отец Лю Инь получил назначение на должность губернатора провинции от танского двора. Царство включало в себя провинцию Гуандун и бо́льшую часть Гуанси.

### Чу
Царство Чу (927—951) было основано Ма Инем со столицей в городе Чанша. Государство занимало территорию провинции Хунань и северо-восток Гуанси. Ма Инь получил назначение на пост регионального военного губернатора от правительства Тан в 896 году, а после падения Тан в 907 году провозгласил себя Чу-ваном. Его статус царя Чу был подтвержден династией Поздняя Тан в 927 году. Царство Чу было уничтожено Южной Тан в 951 году, а царская семья переселена в столицу Южной Тан г. Нанкин.

### Цзиннань (или Наньпин)
Самое маленькое из южных царств, Цзиннань (924—963), было основано Гао Цзичаном. Оно располагалось в Цзянлине и включало в себя, кроме того, ещё два округа к юго-западу от нынешнего Уханя в Хубэе. Гао Цзичан состоял на службе у династии Поздняя Лян, которая сменила династию Тан на севере Китая. Его преемники присвоили себе титул царей Наньпина в 924 году после падения Поздней Лян. Это было маленькое и слабое царство, которому приходилось поддерживать хорошие отношения со всеми Пятью династиями. Царство Цзиннань было захвачено сунскими войсками в 963 году.

### Ранняя Шу
Царство Ранняя Шу (907—925) было основано после падения династии Тан Ван Цзянем, который учредил свой двор в Чэнду. Царство контролировало бо́льшую часть нынешней Сычуани, западный Хэбэй и некоторые районы на юге Ганьсу и Шэньси. Ван Цзянь получил назначение на должность военного губернатора западной Сычуани в 891 году. Царство прекратило своё существование, когда неспособный сын и преемник Ван Цзяня капитулировал перед наступавшими войсками Поздней Тан в 925 году.

### Поздняя Шу

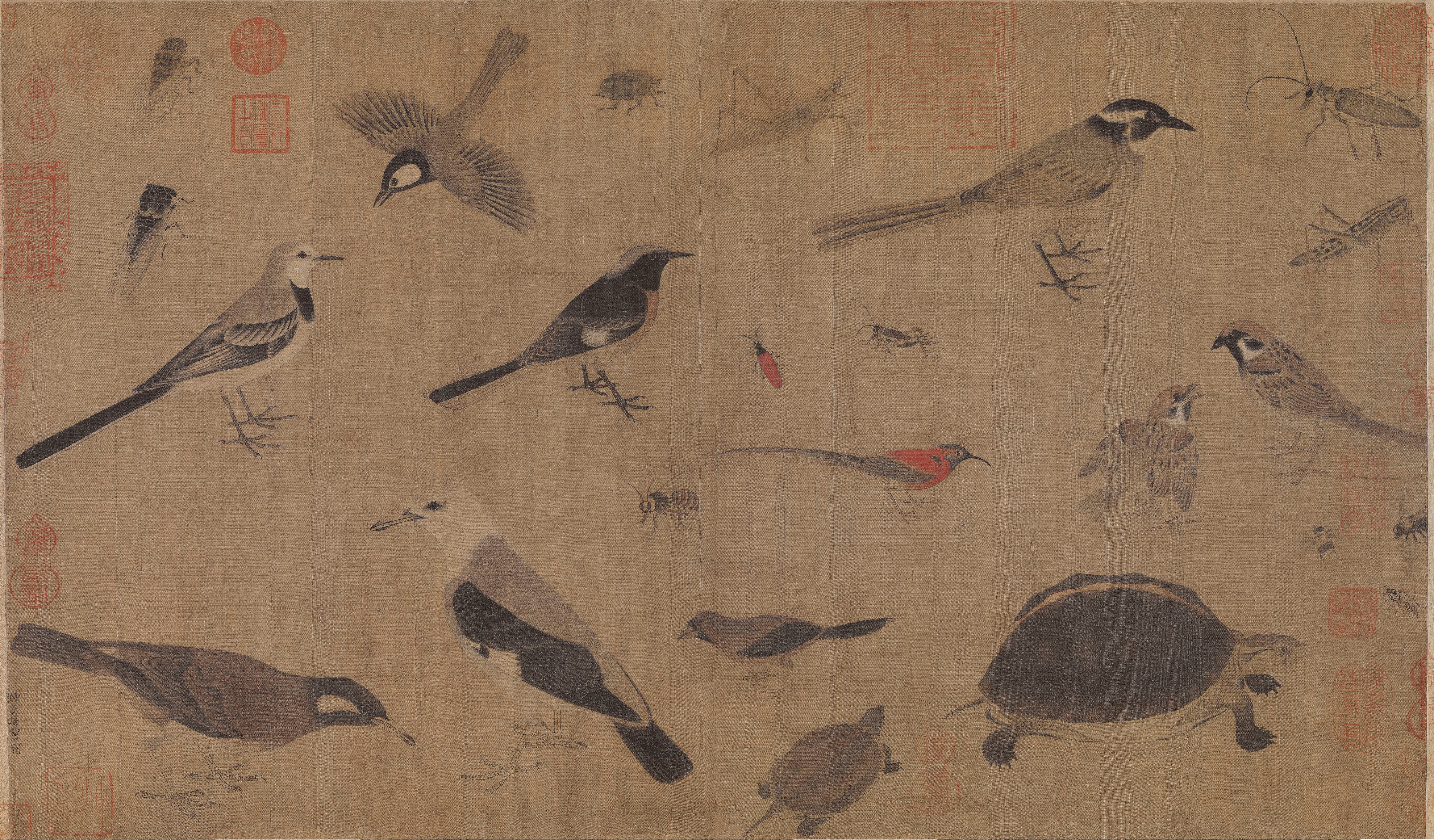
Хуан Цюань: Эскизы птиц, насекомых и черепах

Поздняя Шу (935—965) — по существу, возрождение предшествующего царства Ранняя Шу, которое было уничтожено десятью годами ранее династией Поздняя Тан. Воспользовавшись упадком Поздней Тан, Мэн Чжисян сумел вернуть независимость Шу. Как и Ранняя Шу, новое царство имело столицей Чэнду и контролировало примерно ту же территорию. Поздняя Шу вела вполне благополучное существование до 965 году, когда была вынуждена покориться наступающим войскам династии Сун.

#### Искусство
- Хуан Цюань, мастер рисования птиц

### Южная Тан

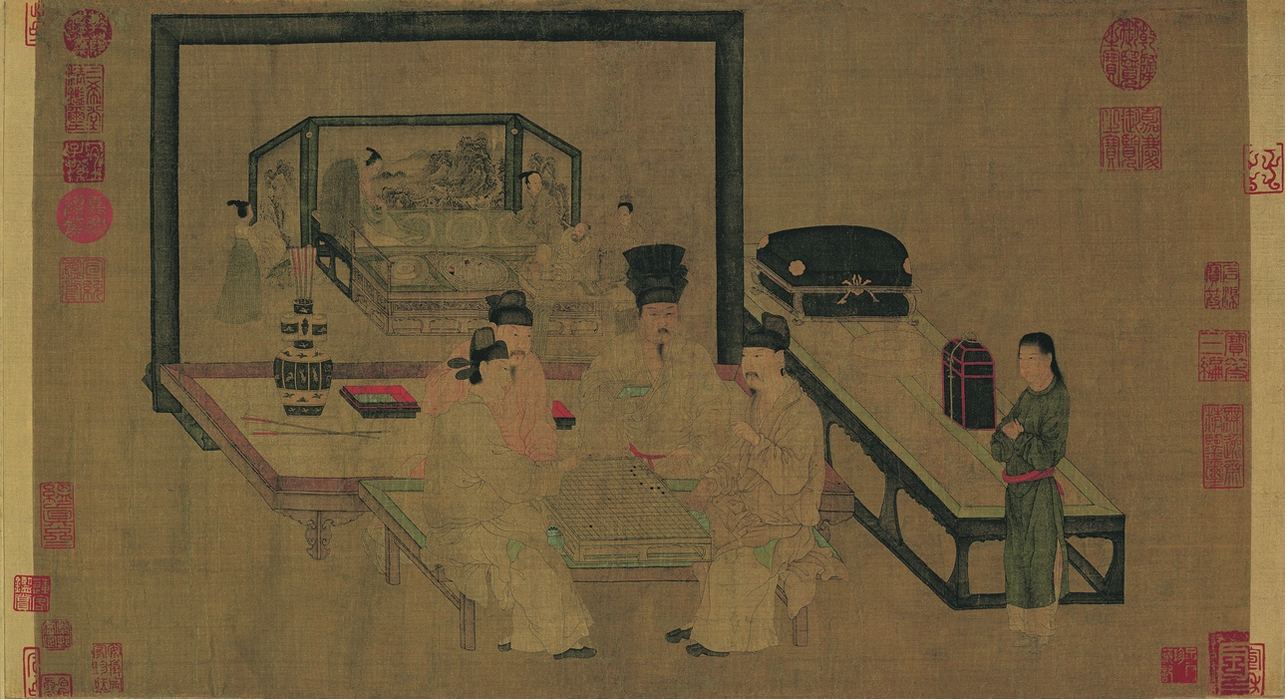
«Игра в го на фоне ширм». Картина южнотанского художника Чжоу Вэньцзюя

Царство Южная Тан (937—975 годах) сменило царство У, после того как Ли Бянь совершил военный переворот в 937 году Расширяя изначальную территорию царства У, оно последовательно присоединило к себе Инь, Минь и Чу, завладев на вершине своего могущества территорией современного южного Аньхоя, южной Цзянсу, Хунани и восточного Хубэя. Южная Тан признала номинальную зависимость от династии Сун в 961 году, а в 975 году подверглась открытому сунскому вторжению и была поглощена расширяющейся империей Сун.
До сих пор известно имя великих художников Гу Хунчжуна и Чжоу Вэньцзюя, живших в этом царстве.

### Смена царств
Хотя ситуация на юге Китая в целом отличалась бо́льшей стабильностью по сравнению с севером, Южный Китай тоже был разодран на части, враждующие между собой. Царство У постоянно ссорилось со своими соседями, и эту традицию унаследовало сменившее его царство Южная Тан. В 940-х годах царства Минь и Чу вступили в период внутренних кризисов, которыми незамедлительно воспользовалась Южная Тан, уничтожив Минь в 945, а Чу в 951 году. Остатки обоих царств, тем не менее, сохранились на многие годы в форме префектур Цинъюань и Упин. После этих побед Южная Тан стала вне всякого сомнения самым сильным государством Южного Китая. Однако она не смогла достойно противостоять посягательствам со стороны Поздней Чжоу в период 956—958 годов и была вынуждена уступить все свои владения к северу от Янцзы.
Роль объединителя всего Китая досталась династии Сун, основанной в 960 году: Цзиннань и Упин были покорены в 963 году, Поздняя Шу — в 965-м, Южная Хань — в 971-м, а Южная Тан — в 975 году. Наконец, У Юэ и Цинъюань покорились Сун в 978 году, после чего весь Южный Китай оказался под контролем центрального правительства.

## Список правителей

### Пять династий и десять царств
| Храмовое имя (廟號 miàohào) | Посмертное имя (諡號 shìhào)               | Личное имя                                         | Годы правления | Эра летоисчисления (年號 niánhào) и годы эры |
| --- | ------------------------------------------ | -------------------------------------------------- | -------------- | --- |
| Пять династий |                                            |                                                    |                | |
| Исторически наиболее употребительна форма: имя династии + храмовое имя или посмертное имя                                                                  |                                            |                                                    |                | |
| Династия Хоу (Поздняя) Лян 後梁 907—923 |                                            |                                                    |                | |
| Тай-цзу 太祖 Tàizǔ | слишком сложно, не употребляется           | Чжу Вэнь 朱溫 Zhū Wēn                              | 907—912        | - Кайпин (開平 Kāipíng) 907—911 - Цяньхуа (乾化 Qiánhuà) 911—912 |
| отсутствует | Мо-ди 末帝 Mòdì                            | Чжу Чжэнь 朱瑱 Zhū Zhèn                            | 913—923        | - Цяньхуа (乾化 Qiánhuà) 913—915 - Чжэнмин (貞明 Zhēnmíng) 915—921 - Лундэ (龍德 Lóngdé) 921—923                                                                                      |
| Династия Хоу (Поздняя) Тан 後唐 923—936 |                                            |                                                    |                | |
| Чжуан-цзун 莊宗 Zhuāngzōng | слишком сложно, не употребляется           | Ли Цуньсю 李存勗 Lǐ Cúnxù                          | 923—926        | - Тунгуан (同光 Tóngguāng) 923—926 |
| Мин-цзун 明宗 Míngzōng | слишком сложно, не употребляется           | Ли Сыюань 李嗣源 Lǐ Sìyuán или Ли Дань 李亶 Lǐ Dǎn | 926—933        | - Тяньчэн (天成 Tiānchéng) 926—930 - Чансин (長興 Chángxīng) 930—933 |
| отсутствует | Минь-ди 節閔帝 Mǐndì                       | Ли Цунхоу 李從厚 Lǐ Cónghòu                        | 933—934        | - Иншунь (應順 Yìngshùn) 913—915 |
| отсутствует | Мо-ди 末帝 Mòdì                            | Ли Цункэ 李從珂 Lǐ Cóngkē                          | 934—936        | - Цинтай (清泰 Qīngtài) 934—936 |
| Династия Хоу (Поздняя) Цзинь 後晉 936—947 |                                            |                                                    |                | |
| Гао-цзу 高祖 Gāozǔ | слишком сложно, не употребляется           | Ши Цзинтан 石敬瑭 Shì Jìngtáng                     | 936—942        | - Тяньфу (天福 Tiānfú) 936—942 |
| отсутствует | Чу-ди 出帝 Chūdì                           | Ши Чунгуй 石重貴 Shì Chónggùi                      | 942—947        | - Тяньфу (天福 Tiānfú) 942—944 - Кайюнь (開運 Kāiyùn) 944—947 |
| Династия Хоу (Поздняя) Хань 後漢 947—950 |                                            |                                                    |                | |
| Гао-цзу 高祖 Gāozǔ | слишком сложно, не употребляется           | Лю Чжиюань 劉知遠 Liǔ Zhīyuǎn                      | 947—948        | - Тяньфу (天福 Tiānfú) 947 - Цянью (乾祐 Qiányòu) 948 |
| отсутствует | Инь-ди 隱帝 Yǐndì                          | Лю Чэнъю 劉承祐 Liǔ Chéngyòu                       | 948—950        | - Цянью (乾祐 Qiányòu) 948—950 |
| Династия Хоу (Поздняя) Чжоу 後周 951—960 |                                            |                                                    |                | |
| Тай-цзу 太祖 Tàizǔ | слишком сложно, не употребляется           | Го Вэй 郭威 Guō Wēi                                | 951—954        | - Гуаншунь (廣順 Guǎngshùn) 951—954 - Сяньдэ (顯德 Xiǎndé) 954 |
| Ши-цзун 世宗 Shìzōng | слишком сложно, не употребляется           | Чай Жун 柴榮 Chái Róng                             | 954—959        | - Сяньдэ (顯德 Xiǎndé) 954—959 |
| отсутствует | Гун-ди 恭帝 Gōngdì                         | Чай Цзунсюнь 柴宗訓 Chái Zōngxùn                   | 959—960        | - Сяньдэ (顯德 Xiǎndé) 959—960 |
| Десять царств |                                            |                                                    |                | |
| Исторически наиболее употребительна форма: личное имя, если не указано другое                                                                              |                                            |                                                    |                | |
| Царство У Юэ 吳越 904—978 |                                            |                                                    |                | |
| Тай-цзу 太祖 Tàizǔ | У Су-ван 武肅王 Wǔsùwáng                   | Цянь Лю 錢鏐 Qián Liú                              | 904—932        | - Тяньбао (天寶 Tiānbǎo) 908—923 - Баода (寶大 Bǎodà) 923—925 - Баочжэн (寶正 Bǎozhèng) 925—932                                                                                       |
| Ши-цзун 世宗 Shìzōng | Вэнь Му-ван 文穆王 Wénmùwáng               | Цянь Юаньгуань 錢元瓘 Qián Yuánguàn                | 932—941        | отсутствует |
| Чэн-цзун 成宗 Chéngzōng | Чжун Сянь-ван 忠獻王 Zhōngxiànwáng         | Цянь Цзо 錢佐 Qián Zuǒ                             | 941—947        | отсутствует |
| отсутствует | Чжун Сюнь-ван 忠遜王 Zhōngxùnwáng          | Цянь Цзун 錢倧 Qián Zōng                           | 947            | отсутствует |
| отсутствует | Чжун И-ван 忠懿王 Zhōngyìwáng              | Цянь Чу 錢俶 Qián Chù                              | 947—978        | отсутствует |
| Царство Минь 閩 909—945, включая царство Инь 殷 943—945 |                                            |                                                    |                | |
| Тай-цзу 太祖 Tàizǔ | Чжун И-ван 忠懿王 Zhōngyìwáng              | Ван Шэньчжи 王審知 Wáng Shěnzhī                    | 909—925        | отсутствует |
| отсутствует | отсутствует                                | Ван Яньхань 王延翰 Wáng Yánhàn                     | 925—926        | отсутствует |
| Тай-цзун 太宗 Tàizōng | Хуэй-ди 惠帝 Hùidì                         | Ван Яньцзюнь 王延鈞 Wáng Yánjūn                    | 926—935        | - Лунци (龍啟 Lóngqǐ) 933—935 - Юнхэ (永和 Yǒnghé) 935 |
| Кан-цзун 康宗 Kāngzōng | слишком сложно, не употребляется           | Ван Цзипэн 王繼鵬 Wáng Jìpéng                      | 935—939        | - Тунвэнь (通文 Tōngwén) 936—939 |
| Цзин Цзун 景宗 Jǐngzōng | слишком сложно, не употребляется           | Ван Яньси 王延羲 Wáng Yánxī                        | 939—944        | - Юнлун (永隆 Yǒnglóng) 939—944 |
| отсутствует | Тянь Дэ-ди 天德帝 Tiāndédì (император Инь) | Ван Яньчжэн 王延政 Wáng Yánzhèng                   | 943—945        | - Тяньдэ (天德 Tiāndé) 943—945 |
| Царство Цзиннань 荊南 (Наньпин 南平) 906—963 |                                            |                                                    |                | |
| отсутствует | У Синь-ван 武信王 Wǔxìnwáng                | Гао Цзисин 高季興 Gāo Jìxīng                       | 909—928        | отсутствует |
| отсутствует | Вэнь Сянь-ван 文獻王 Wénxìnwáng            | Гао Цунхуэй 高從誨 Gāo Cōnghùi                     | 928—948        | отсутствует |
| отсутствует | Чжэнь И-ван 貞懿王 Zhēnyìwáng              | Гао Баожун 高寶融 Gāo Bǎoróng                      | 948—960        | отсутствует |
| отсутствует | Ши Чжун 侍中 Shì Zhōng                     | Гоа Баосюй 高寶勗 Gāo Bǎoxù                        | 960—962        | отсутствует |
| отсутствует | отсутствует                                | Гао Цзичун 高繼沖 Gāo Jìchōng                      | 962—963        | отсутствует |
| Царство Чу 楚 897—951 |                                            |                                                    |                | |
| отсутствует | У Мо-ван 武穆王 Wǔmòwáng                   | Ма Инь 馬殷 Mǎ Yīn                                 | 897—930        | отсутствует |
| отсутствует | Хэн Ян-ван 衡陽王 Héngyángwáng             | Ма Сишэн 馬希聲 Mǎ Xīshēng                         | 930—932        | отсутствует |
| отсутствует | Вэнь Чжао-ван 文昭王 Wénzhāowáng           | Ма Сифань 馬希範 Mǎ Xīfàn                          | 932—947        | отсутствует |
| отсутствует | Фэй-ван 廢王 Fèiwáng                       | Ма Сигуан 馬希廣 Mǎ Xīguǎng                        | 947—950        | отсутствует |
| отсутствует | Гун Сяо-ван 恭孝王 Gōngxiàowáng            | Ма Сиэ 馬希萼 Mǎ Xīè                               | 950            | отсутствует |
| отсутствует | отсутствует                                | Ма Сичун 馬希崇 Mǎ Xīchóng                         | 950—951        | отсутствует |
| Царство У 吳 904—937 |                                            |                                                    |                | |
| Тай-цзу 太祖 Tàizǔ | Сяо У-ди 孝武帝 Xiàowǔdì                   | Ян Синми 楊行密 Yáng Xíngmì                        | 904—905        | - Тянью (天祐 Tiānyòu) 904—905 |
| Ле-цзун 烈宗 Lièzōng | Цзин-ди 景帝 Jǐngdì                        | Ян Во 楊渥 Yáng Wò                                 | 905—908        | - Тянью (天祐 Tiānyòu) 905—908 |
| Гао-цзу 高祖 Gāozǔ | Сюань-ди 宣帝 Xuāndì                       | Ян Лунъянь 楊隆演 Yáng Lóngyǎn                     | 908—921        | - Тяньяо (天祐 Tiānyòu) 908—919 - Уи (武義 Wǔyì) 919—921 |
| отсутствует | Жуй-ди 睿帝 Rùidì                          | Ян Пу 楊溥 Yáng Pǔ                                 | 921—937        | - Шуньи (順義 Shùnyì) 921—927 - Цяньчжэнь (乾貞 Qiánzhēn) 927—929 - Дахэ (大和 Dàhé) 929—935 - Тяньцзо (天祚 Tiānzuò) 935—937                                                         |
| Царство Нань (Южная) Тан 南唐 937—975 |                                            |                                                    |                | |
| Исторически наиболее употребительна форма только для этого царства : Нань (Южная) Тан + посмертное имя. Хоу Чжу именовался Ли Хоу Чжу (李後主 Lǐ Hòu Zhǔ). |                                            |                                                    |                | |
| Сянь Чжу 先主 Xiān Zhǔ или Ле-цзу 烈祖 Lièzǔ | слишком сложно, не употребляется           | Ли Бянь 李昪 Lǐ Biàn                               | 937—943        | - Шэнъюань (昇元 Shēngyuán) 937—943 |
| Чжун Чжу 中主 Zhōng Zhǔ или Юань-цзун 元宗 Yuánzōng | слишком сложно, не употребляется           | Ли Цзин 李璟 Lǐ Jǐng                               | 943—961        | - Баода (保大 Bǎodà) 943—958 - Цзяотай (交泰 Jiāotài) 958 - Чжунсин (中興 Zhōngxīng) 958                                                                                              |
| Хоу Чжу (後主 Hòu Zhǔ) | У-ван 武王 Wǔwáng                          | Ли Юй 李煜 Lǐ Yù                                   | 961—975        | отсутствует |
| Царство Нань (Южная) Хань 南漢 917—971 |                                            |                                                    |                | |
| Гао-цзу 高祖 Gāozǔ | Тянь Хуан Да-ди 天皇大帝 Tiānhuángdàdì     | Лю Янь 劉巖 Liǔ Yán или Лю Янь 劉龑 Liǔ Yǎn        | 917—925        | - Цяньхэн (乾亨 Qiánhēng) 917—925 - Байлун (白龍 Báilóng) 925—928 - Даю (大有 Dàyǒu) 928—941                                                                                          |
| отсутствует | Шан-ди 殤帝 Shāngdì                        | Лю Фэнь 劉玢 Liǔ Fēn                               | 941—943        | - Гуантянь (光天 Guāngtiān) 941—943 |
| Чжун-цзун 中宗 Zhōngzōng | слишком сложно, не употребляется           | Лю Чэн 劉晟 Liǔ Chéng                              | 943—958        | - Инцянь (應乾 Yìngqián) 943 - Цяньхэ (乾和 Qiànhé) 943—958 |
| Хоу Чжу 後主 Hòu Zhǔ | отсутствует                                | Лю Чан 劉鋹 Liǔ Chǎng                              | 958—971        | - Дабао (大寶 Dàbǎo) 958—971 |
| Царство Бэй (Северная) Хань 北漢 951—979 |                                            |                                                    |                | |
| Ши-цзу 世祖 Shìzǔ | Шэнь У-ди 神武帝 Shénwǔdì                  | Лю Минь 劉旻 Liǔ Mín                               | 951—954        | - Цянью (乾祐 Qiányòu) 951—954 |
| Жуй-цзун 睿宗 Rùizōng | Сяо Хэ-ди 孝和帝 Xiàohédì                  | Лю Чэнцзюнь 劉承鈞 Liǔ Chéngjūn                    | 954—970        | - Цянью (乾祐 Qiányòu) 954—957 - Тяньхуэй (天會 Tiānhùi) 957—970 |
| Шао Чжу 少主 Shào Zhǔ | отсутствует                                | Лю Цзиэнь 劉繼恩 Liǔ Jìēn                          | 970            | отсутствует |
| отсутствует | Ин У-ди 英武帝 Yīngwǔdì                    | Лю Цзиюань 劉繼元 Liǔ Jìyuán                       | 970—982        | - Гуанъюнь (廣運 Guǎngyùn) 970—982 |
| Царство Цянь (Ранняя) Шу 前蜀 907—925 |                                            |                                                    |                | |
| Гао-цзу 高祖 Gāozǔ | слишком сложно, не употребляется           | Ван Цзянь 王建 Wáng Jiàn                           | 907—918        | - Тяньфу (天復 Tiānfù) 907 - Учэн (武成 Wǔchéng) 908—910 - Юнпин (永平 Yǒngpíng) 911—915 - Тунчжэн (通正 Tōngzhèng) 916 - Тяньхань (天漢 Tiānhàn) 917 - Гуантянь (光天 Guāngtiān) 918 |
| Хоу Чжу 後主 Hòu Zhǔ | отсутствует                                | Ван Янь 王衍 Wáng Yǎn                              | 918—925        | - Цяньдэ (乾德 Qiándé) 918—925 - Сянькан (咸康 Xiánkāng) 925 |
| Царство Хоу (Поздняя) Шу 後蜀 934—965 |                                            |                                                    |                | |
| Гао-цзу 祖祖 Gāozǔ | слишком сложно, не употребляется           | Мэн Чжисян 孟知祥 Mèng Zhīxiáng                    | 934            | - Миндэ (明德 Míngdé) 934 |
| Хоу Чжу 後主 Hòu Zhǔ | отсутствует                                | Мэн Чан 孟昶 Mèng Chǎng                            | 938—965        | - Миндэ (明德 Míngdé) 934—938 - Гуанчжэн (廣政 Guǎngzhèng) 938—965 |

### Независимые режимы периода Десяти царств
| Упинское и Хунаньское наместничество (節度 jiédù) (подобие фем в Византийской империи) 950—963 |                                                             |         |
| Цзедуши (военный губернатор) Упина 武平節度使 Wǔpíng jiédùshǐ                                  | Лю Янь 劉言 Liǔ Yán                                         | 950—953 |
| Цзедуши (военный губернатор) Упина 武平節度使 Wǔpíng jiédùshǐ                                  | Ван Куй или Ван Цзинькуй 王逵 Wáng Kúi / 王進逵 Wáng Jìnkúi | 953—956 |
| Цзедуши (военный губернатор) Хунани 湖南節度使 Húnán jiédùshǐ                                  | Чжоу Синфэн 周行逢 Zhōu Xíngféng                            | 956—962 |
| Цзедуши (военный губернатор) Хунани 湖南節度使 Húnán jiédùshǐ                                  | Чжоу Баоцюань 周保權 Zhōu Bǎoquán                           | 962—963 |
| Цюаньчжанское наместничество (節度 jiédù) (подобие фем в Византийской империи) 945—978         |                                                             |         |
| Дучжихуэйши (главный командир) Цюаньчжана 泉漳都指揮使 Quánzhāng dūzhǐhūishǐ                   | Лю Цунсяо 留從效 Liú Cóngxiào                               | 945—962 |
| Люшоу (наместник) Цюаньчжана 泉漳留守 Quánzhāng liúshǒu                                        | Лю Шаоцзы 留紹鎡 Liú Shàozī                                 | 962     |
| Цзедуши (военный губернатор) Цюаньчжана 泉漳節度使 Quánzhāng jiédùshǐ                          | Чжан Ханьсы 張漢思 Zhāng Hànsī                              | 962—963 |
| Цзедуши (военный губернатор) Цюаньчжана 泉漳節度使 Quánzhāng jiédùshǐ                          | Чэнь Хунцзинь 陳洪進 Chén Hóngjìn                           | 963—978 |